# 贊克爾期洪水

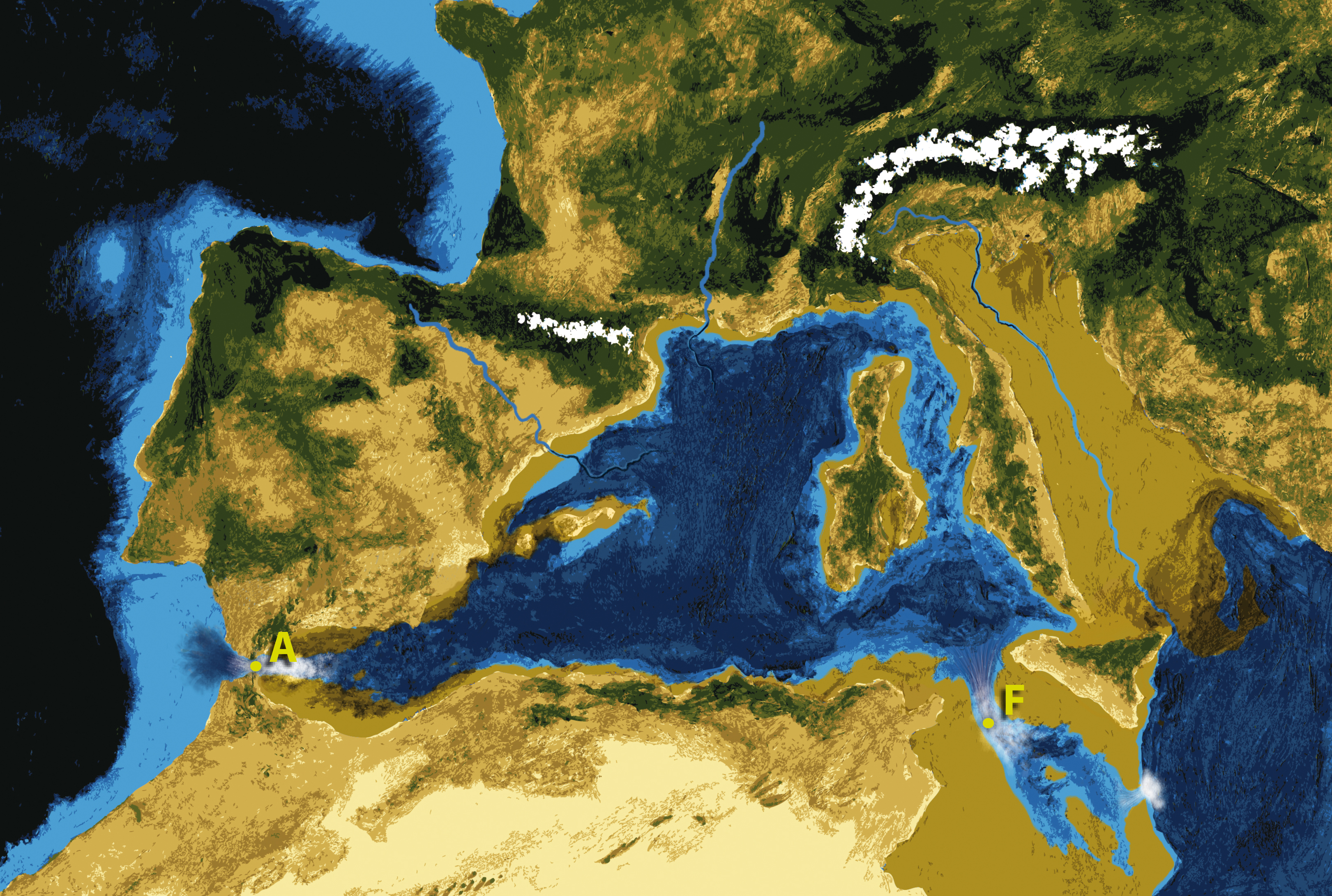
贊克爾期洪水的藝術詮釋

贊克爾期洪水（英語：Zanclean flood），是指533萬年前理論上重新注滿地中海的洪水。這場洪水結束了墨西拿鹽度危機，並將地中海與大西洋重新連接起來，儘管有可能甚至在洪水之前就已經部分連接到大西洋。重新連接標誌著地質年代贊克爾期的開始。根據這個模型，來自大西洋的水通過今直布羅陀海峽重新注入乾涸的內流盆地。地中海盆地大部分被洪水淹沒，耗時估計在幾個月到兩年之間。

## 過程

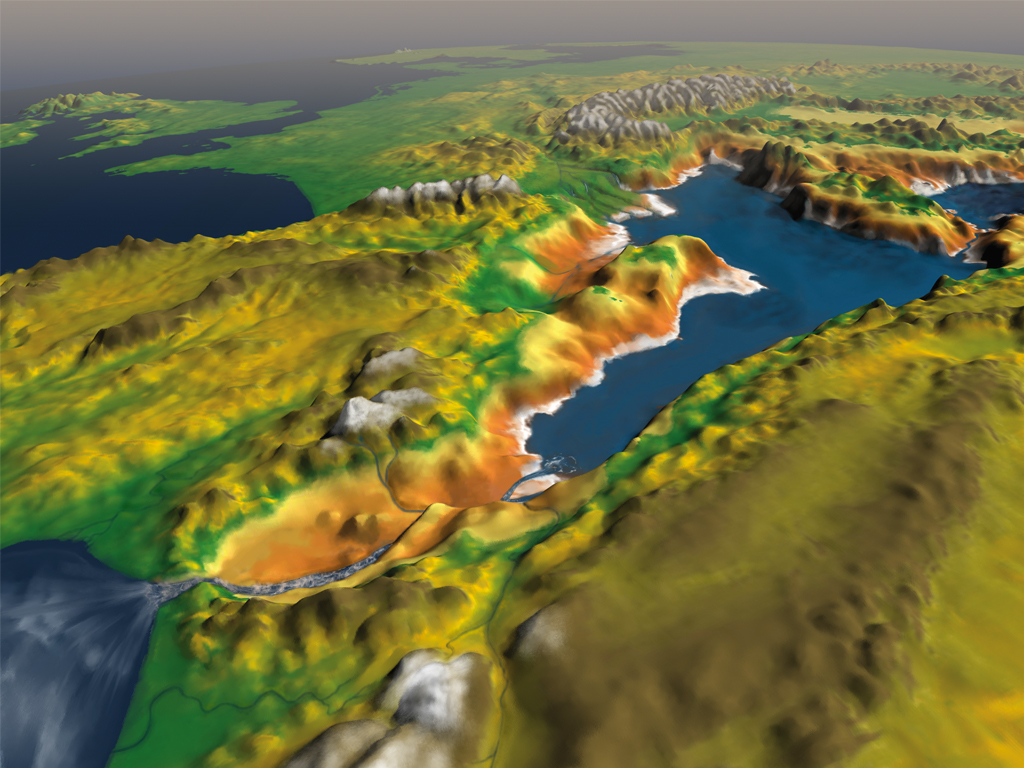
贊克爾期洪水的藝術詮釋

直布羅陀地區的構造沉降可能降低了岩床，直至其破裂。確切的觸發事件尚不確定；斷層作用或海平面上升是有爭議的。最廣泛接受的假設是，流入地中海的溪流通過直布羅陀海峽溯源侵蝕，直到聯通大西洋。洪水期間，一條橫跨直布羅陀海峽形成的水道從直布羅陀海峽的卡馬里納岩床開始，然後分裂成幾條分支，最終到達阿爾傑羅-巴萊爾海盆。盆地中的海平面上升速度可能達到每天10公尺（每天30英尺）以上。根據上新世沉積物保存至今的侵蝕特徵，丹尼爾·加西亞-卡斯特拉諾等人估計，水沖下超過1公里（0.6英里）的落差，最大流量約為每秒1億立方公尺（每秒35億立方英尺），約為現今亞馬遜河的1,000倍。對直布羅陀海峽地下結構的研究表明，洪水通道向盆地底部逐漸下降，以每天0.4-0.7米的速度侵蝕岩床，而不是形成陡峭的瀑布。。
洪水最初只影響了西地中海，因為西西里島形成了一道屏障，將西地中海盆地與東地中海盆地隔開；並非所有科學研究都支持針對這一事件的災難性解釋。一些研究人員估計，在墨西拿“湖海”事件之後，“正常”地中海盆地的重新充填過程要慢得多，耗時長達10,000年，但後來對直布羅陀海峽大小的估計表明，填海所需的時間要少得多，甚至只有不到一年的時間。2018年的一項研究表明，地中海在大約兩年內扭轉了水資源流失的趨勢。馬爾他大學科學家在2018年1月發表在《科學報告》雜誌上的一項研究提供了地質證據，證明災難性特大洪水確實是罪魁禍首。這項由地球科學家亞倫·米卡列夫領導的研究利用了西西里島東海岸和馬爾他之間的海底數據，確定了一個沉積物體，米卡列夫和他的同事認為，隨著直布羅陀海峽的開放，大量水從大西洋流出，該沉積物體被推向了東方。米卡列夫和他的同事觀察到的沉積物收集長度為160公里，寬度為95公里，一些地區的深度高達900米，緊靠著水下石灰岩懸崖，稱為馬爾他懸崖。

## 遺跡

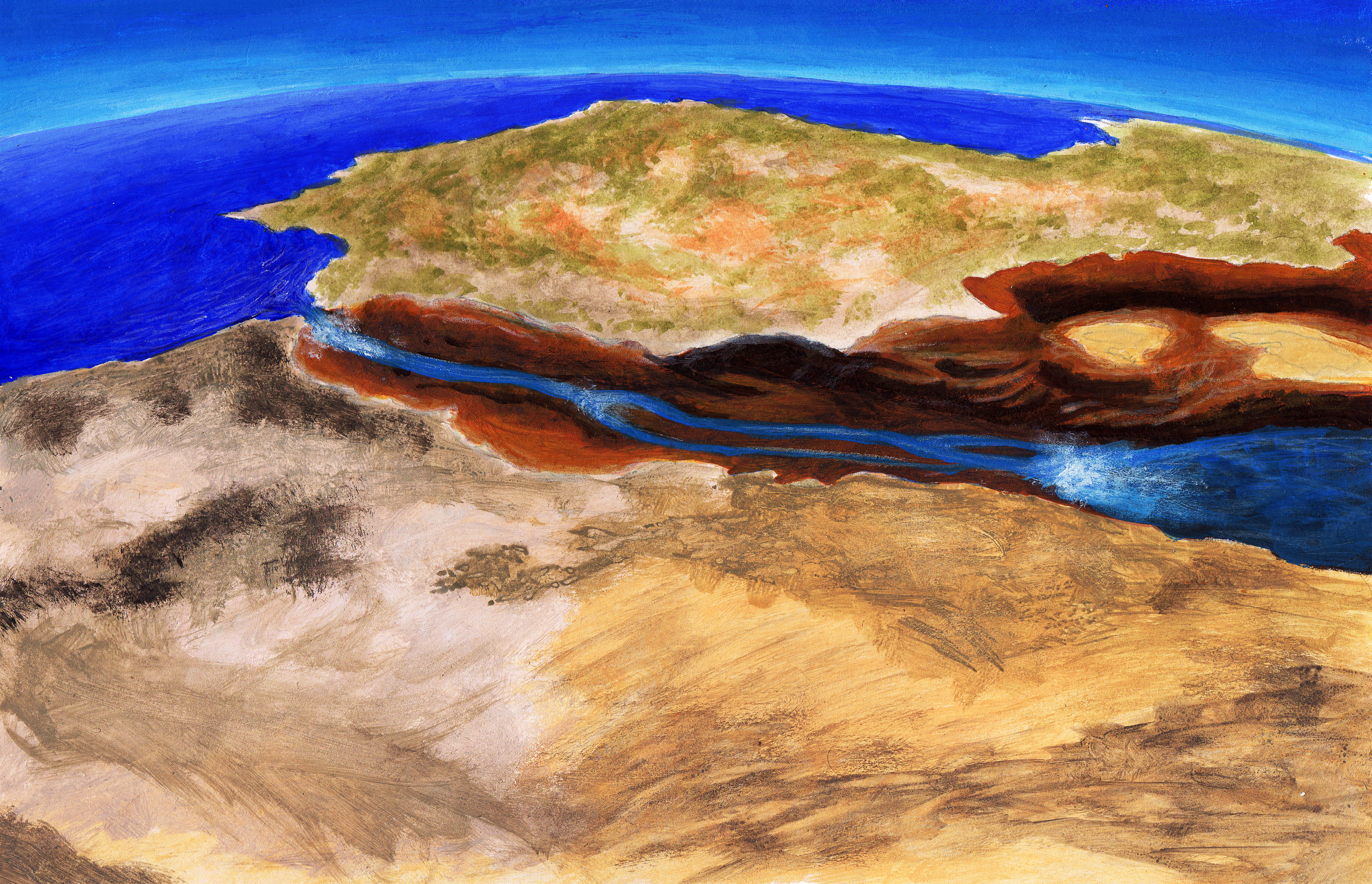
贊克爾期洪水的藝術詮釋

贊克爾期洪水被認為切割形成了直布羅陀海峽而非火山或地震，因為主要板塊邊界並未穿過海峽，且其區域內幾乎沒有地震活動，海峽的當前形態以兩個岩床為特徵，為較深的 Camarinal 岩床和稍淺的 Espartel 岩床；海峽最窄的部分位於兩個岩床以東，而這一最窄的部分相當深，這些岩床可能是在洪水後通過鄰近地形的重力運動形成的。洪水期間地中海的填充率足以引發大量誘發地震，由此產生的大型滑坡足以造成波高達到100米的大型海嘯，研究已經在 Algeciras 盆地發現了地質證據。
在塞浦路斯外海，中新世和上新世的界限是突變的，由地表堆積的土壤層直接被深海沉積物覆蓋，無過度性淺海沉積物，這指向海水的快速上升。在地中海東部邊緣有很多早期上新世代表深水沉積的吉貝爾特三角洲（Gilbert-type）直接沉積在蒸發岩層上，代表地中海東部邊緣由陸表鹽湖快速演變成陸緣深水沉積環境。佛拉盆地（Vera Basin）是西班牙東南部的大陸緣盆地，其墨西拿期/赞克尔期界面是一侵蝕面，下切石膏層，上蓋海相沉積物，據推算當時其海面快速上升大於250公尺。根據震測資料，西西里島東岸大陸緣的蒸發岩上有一套混亂沉積物（chaotic deposits），被上新世早期常規海相沉積物覆蓋，這套混亂沉積物被認爲是被大洪水亂流堆積的。

## 參看
- 地中海盆地
- 贊克爾期
- 墨西拿鹽度危機